# Kreis Salzwedel
| Basisdaten                              | Basisdaten                                                |
| --------------------------------------- | --------------------------------------------------------- |
| Bezirk der DDR                          | Magdeburg                                                 |
| Kreisstadt                              | Salzwedel                                                 |
| Fläche                                  | 878 km² (1989)                                            |
| Einwohner                               | 45.385 (1989)                                             |
| Bevölkerungsdichte                      | 52 Einwohner/km² (1989)                                   |
| Kfz-Kennzeichen                         | H und M (1953–1990) HN und HH (1974–1990) SAW (1991–1994) |
|                                         |                                                           |
| Der Kreis Salzwedel im Bezirk Magdeburg |                                                           |

Der Kreis Salzwedel  war ein Landkreis im Bezirk Magdeburg der DDR. Von 1990 bis 1994 bestand er als Landkreis Salzwedel im Land Sachsen-Anhalt fort. Sein Gebiet liegt heute im Altmarkkreis Salzwedel in Sachsen-Anhalt. Der Sitz der Kreisverwaltung befand sich in Salzwedel.

## Geographie

### Lage
Der Kreis Salzwedel lag in der nördlichen Altmark an der innerdeutschen Grenze. Wichtigstes Gewässer war die Jeetze.

### Nachbarkreise
Der Kreis Salzwedel grenzte im Uhrzeigersinn im Norden beginnend an die (Land-)Kreise Lüchow-Dannenberg, Seehausen (bis 1965), Osterburg, Kalbe (Milde) (bis 1987) bzw. Gardelegen (ab 1988), Klötze, Gifhorn und Uelzen.

## Geschichte
Am 25. Juli 1952 kam es in der DDR zu einer umfangreichen Verwaltungsreform, bei der unter anderem die Länder der DDR ihre Bedeutung verloren und neue Bezirke eingerichtet wurden. Der damalige Landkreis Salzwedel gab Gemeinden an die Kreise Kalbe (Milde) und Klötze ab. Aus dem verbleibenden Kreisgebiet wurde der neue Kreis Salzwedel mit Sitz in Salzwedel gebildet. Der Kreis wurde dem neugebildeten Bezirk Magdeburg zugeordnet.
Am 1. Januar 1988 wurde der Kreis Salzwedel um Teile des aufgelösten Kreises Kalbe (Milde) vergrößert.
Am 17. Mai 1990 wurde der Kreis in Landkreis Salzwedel umbenannt. Anlässlich der Wiedervereinigung der beiden deutschen Staaten wurde der Landkreis 1990 dem wiedergegründeten Land Sachsen-Anhalt zugesprochen. Bei der ersten Kreisreform in Sachsen-Anhalt, die am 1. Juli 1994 in Kraft trat, ging er im Altmarkkreis Salzwedel auf.

## Einwohnerentwicklung
| Jahr      | 1960   | 1971   | 1981   | 1989   |
| Einwohner | 46.998 | 42.856 | 41.476 | 45.385 |

## Städte und Gemeinden
Nach der Verwaltungsreform von 1952 gehörten dem Kreis Salzwedel die folgenden Städte und Gemeinden an:
- Abbendorf
- Altensalzwedel
- Andorf
- Barnebeck
- Benkendorf
- Bierstedt
- Binde
- Bonese
- Bornsen
- Brietz
- Cheine
- Chüttlitz
- Dähre
- Dambeck
- Diesdorf
- Dolsleben
- Ellenberg
- Eversdorf
- Fahrendorf
- Fleetmark
- Gerstedt
- Gieseritz
- Gischau
- Grabenstedt
- Groß Chüden 1
- Heidberg
- Henningen 2
- Hilmsen
- Holzhausen
- Jeebel
- Kaulitz
- Kerkau
- Klein Gartz
- Königstedt
- Kortenbeck
- Krinau
- Kunrau
- Kuhfelde
- Lagendorf
- Langenapel
- Liesten
- Lindhorst
- Mahlsdorf
- Mechau
- Mehmke
- Molitz
- Neuekrug
- Osterwohle
- Peckensen
- Pretzier
- Püggen
- Rademin
- Riebau
- Ritze
- Ritzleben
- Saalfeld
- Salzwedel, Stadt
- Schadeberg
- Schernikau
- Schmölau
- Seebenau
- Siedenlangenbeck
- Stappenbeck
- Steinitz
- Tylsen
- Valfitz
- Vissum
- Waddekath
- Wallstawe
- Wieblitz
- Wieblitz-Eversdorf 3
- Wiershorst
- Wistedt
- Wüllmersen

Am 1. Januar 1988 wurde der Kreis Salzwedel um zehn Gemeinden des aufgelösten Kreises Kalbe (Milde) erweitert:
- Badel
- Brunau
- Jeetze
- Jeggeleben
- Kahrstedt
- Lüge
- Packebusch
- Vienau
- Winterfeld
- Zethlingen

Eingemeindungen vor 1994
- Abbendorf, am 1. Januar 1991 zu Diesdorf
- Andorf, am 1. Mai 1992 zu Henningen
- Barnebeck, am 1. Mai 1992 zu Henningen
- Cheine, am 1. Januar 1973 zu Seebenau
- Chüttlitz, am 1. Januar 1973 zu Brietz
- Dolsleben, am 1. Januar 1992 zu Dähre
- Eversdorf, am 1. August 1972 zu Wieblitz-Eversdorf
- Fahrendorf, am 1. Juli 1992 zu Dähre
- Gerstedt, am 1. Oktober 1972 zu Osterwohle
- Grabenstedt, am 1. Januar 1973 zu Andorf
- Heidberg, am 1. Januar 1973 zu Siedenlangenbeck
- Hilmsen, am 1. Juni 1973 zu Ellenberg
- Jeebel, am 1. Januar 1963 zu Riebau
- Königstedt, am 1. Januar 1992 zu Pretzier
- Kortenbeck, am 1. Januar 1973 zu Barnebeck
- Krinau, am 15. März 1974 zu Salzwedel
- Lindhorst, am 15. März 1974 zu Diesdorf und Waddekath
- Molitz, am 1. Januar 1973 zu Fleetmark
- Peckensen, am 1. Januar 1974 zu Abbendorf
- Ritze, am 1. Dezember 1972 zu Chüden
- Ritzleben, am 1. Januar 1974 zu Binde
- Saalfeld, am 1. Januar 1974 zu Altensalzwedel
- Schernikau, am 15. März 1974 zu Vissum
- Schmölau, am 1. Januar 1974 zu Holzhausen
- Waddekath, am 1. Januar 1991 zu Diesdorf
- Wieblitz , am 1. August 1972 zu Wieblitz-Eversdorf
- Wiershorst, am 1. Januar 1973 zu Ellenberg
- Wistedt, am 1. Oktober 1972 zu Osterwohle
- Wüllmersen, am 1. Januar 1973 zu Mehmke

## Landräte
- 1990–1994: Egon Sommerfeld (CDU)

## Wirtschaft
Wichtige Betriebe waren unter anderen:
- VEB Bergschloss-Brauerei Salzwedel
- VEB Ogema Salzwedel
- VEB Erdgasförderung „Karl-Marx“ Salzwedel

## Verkehr
Die B 71 von Salzwedel nach Magdeburg und die B 190 von Salzwedel nach Seehausen dienten dem überregionalen Straßenverkehr.
Dem Eisenbahnverkehr dienten die Strecken Salzwedel–Stendal, Salzwedel–Oebisfelde, Salzwedel–Geestgottberg–Wittenberge, Salzwedel–Diesdorf und Salzwedel–Badel.

## Kfz-Kennzeichen
Den Kraftfahrzeugen (mit Ausnahme der Motorräder) und Anhängern wurden von etwa 1974 bis Ende 1990 dreibuchstabige Unterscheidungszeichen, die mit dem Buchstabenpaar HN und nach der Auflösung des Kreises Kalbe (Milde) die diesem Kreis mit dem Buchstabenpaar HH zugestandenen Unterscheidungszeichen von Anfang 1988 bis Ende 1990 zugewiesen. Die letzte für Motorräder genutzte Kennzeichenserie war HY 00-01 bis HY 20-00.
Anfang 1991 erhielt der Landkreis das Unterscheidungszeichen SAW.